# Clèves
Pour les articles homonymes, voir Clèves (homonymie).
« Kleve » redirige ici. Pour les autres significations, voir Kleve (homonymie).
Clèves, en allemand Kleve (en allemand : /ˈkleːvə/,, ? Écouter [Fiche]) et en néerlandais Kleef, est une ville d'Allemagne (Land de Rhénanie-du-Nord-Westphalie) située sur le Rhin d'environ 51 000 habitants. Elle est très proche de la frontière avec les Pays-Bas.
En 1417 y fut créé un duché englobant également Juliers, Berg et Ravensberg, qui est intégré en 1614 à l’Électorat de Brandebourg (futur royaume de Prusse).
Depuis la réforme communale du 1er juillet 1969, les villages suivants font partie de la ville de Clèves : Bimmen, Brienen, Donsbrüggen, Düffelward, Griethausen, Keeken, Kellen, Materborn, Reichswalde, Rindern, Salmorth, Schenkenschanz, Warbeyen, Wardhausen.

## Histoire de Clèves
| Appartenances historiques Comté de Clèves 1100-1417 Duché de Clèves 1417-1795 Royaume de Prusse 1795-1797 République cisrhénane (Roer) 1797-1802 République française (Roer) 1802-1804 Empire français (Roer) 1804-1815 Royaume de Prusse (Province de Juliers-Clèves-Berg) 1815-1822 Royaume de Prusse (Province de Rhénanie) 1822-1918 République de Weimar 1918-1933 Reich allemand 1933-1945 Allemagne occupée 1945-1949 Allemagne 1949-présent |

### De sa naissance au Moyen Âge
Clèves était la capitale des comtes et ducs de Clèves. Le nom de Clèves vient du bas francique Kliff, désignant une falaise abrupte, vestige d'une moraine remontant à l’Ère glaciaire, où se dressait naguère son château fort. Ce château, le Schwanenburg, construit au Xe siècle forma le noyau d'un village. Le toponyme « Cleve » est mentionné pour la première fois en 1092. Sur la colline face au château, dite Heideberg, le comte Thierry VI fonda une ville, dont les bourgeois reçurent une charte le 25 avril 1242. La prérogative d'élire des échevins remonte à la fin du XIIIe siècle. L'annexion des terres de la fondation Sainte-Marie de Monterberg à Clèves, au XIVe siècle, permit à la ville de s'étendre avec la ville neuve de Hagschen. De grands incendies affectèrent la ville en 1368 puis en 1528.

### Renaissance et âge baroque

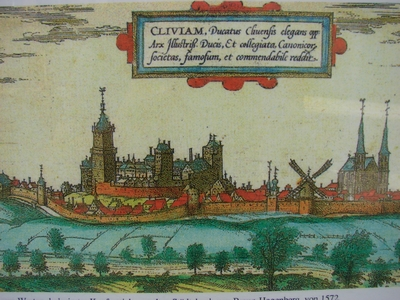
Clèves au XVI.

La ville doit son expansion à la politique dynastique des comtes de Clèves : au Concile de Constance (1417), le comte Adolphe Ier obtint son élévation au rang de duc. Puis avec l'unification en 1521 des duchés de Clèves, de Juliers et de Berg avec les comtés de la Marck et de Ravensberg, Clèves pouvait même désormais envisager de ravir à Düsseldorf la dignité de résidence ducale. Cette union personnelle de duchés forma ainsi dès le XVIe siècle une principauté qui, avec l'archevêché de Cologne et les diocèses de Münster et Paderborn, recouvre à peu près l'actuel land de Rhénanie-du-Nord-Westphalie. La mort sans héritier du duc Jean-Guillaume entraîna le partage de ces territoires entre l’Électorat de Brandebourg (Clèves, comté de la Marck et comté de Ravensberg) et le duché de Palatinat-Neubourg. C'est ainsi qu'au XVIIe siècle, Clèves était, aux côtés de Berlin et Kœnigsberg, l'une des résidences du margrave de Brandebourg. En 1647, Jean-Maurice de Nassau-Siegen, lieutenant général de Clèves, fit du vieux donjon de Schwanenburg un château baroque. Il s'y aménagea un palais, le Prinzenhof, dont une rue célèbre encore aujourd'hui le souvenir. Le nombre et l'étendue des parcs et jardins qu'il fit aménager autour de la ville était tel, qu'il exercèrent une influence profonde sur l'art des jardins en Europe. La statue équestre du prince-électeur Frédéric-Guillaume (1620–1688), devant les grandes écuries de Marstall, rappelle cette période brandebourgeoise. Avec la découverte des sources thermales du Springenberg en 1741, Clèves devint « Bad Cleve ». Le milieu du XIXe siècle fut pour Clèves l’âge d'or du thermalisme avec la multiplication des bains. Le plus grand établissement de cette époque a été converti aujourd'hui en musée, le Museum Kurhaus Kleve.

### Des Lumières auXXesiècle

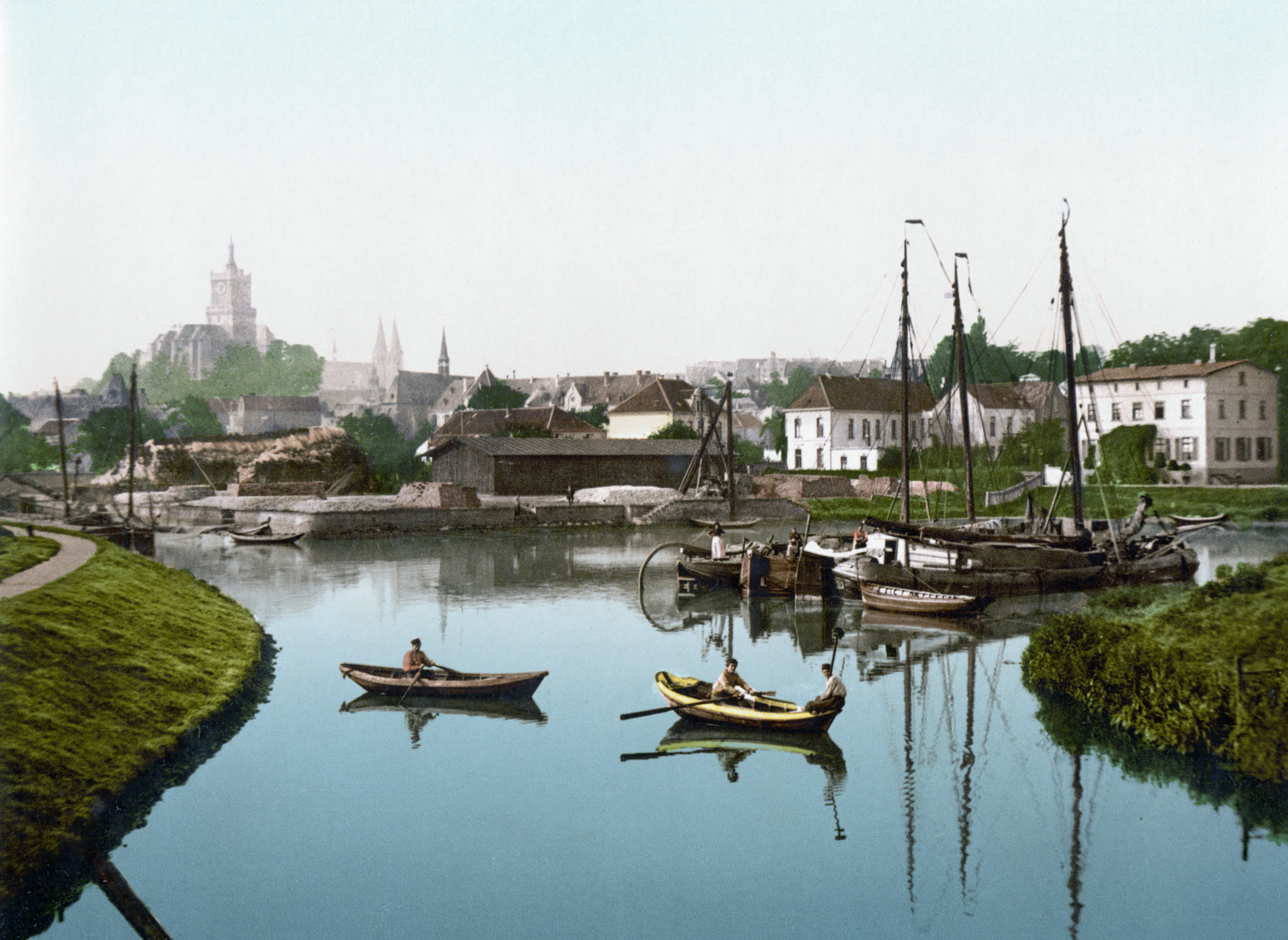
Clèves vers 1895

Les Républicains français s'emparèrent en 1794 de la ville, qui de 1798 à 1814 devint une sous-préfecture du département de la Roer. Au terme du Congrès de Vienne, elle revint en 1815 à la Prusse, qui en fit l'un des 28 districts du royaume, en vertu de la Preuszische Verordnung wegen verbesserter Einrichtung der Provinzialbehörden du 30 avril 1815. Puis le 23 avril 1816 la nouvelle administration royale prit ses fonctions et l'Arrondissement de Clèves devenait l'un des 40 arrondissements de la province de Juliers-Clèves-Berg, la future Rhénanie prussienne. Il ne fallut que six années pour que le district de Clèves disparaisse, pour fusionner au 22 juin 1822 avec le district de Düsseldorf. 
La ligne ferroviaire à voie normale de la Klever Straßenbahn GmbH desservit la ville du 1er octobre 1911 au 31 mars 1962. Elle était connectée à la Kleinbahn Wesel-Rees-Emmerich et à la ligne de Nimègue.
Les sources thermales se trouvèrent taries au début de 1914, et la Première Guerre mondiale finit d'achever les bains, dont la réputation avait fait Bad Cleve. Après l'armistice, la ville fut sous occupation belge jusqu'en 1926. Une statue réalisée par Arno Breker rappelle l'assassinat d'un paysan de Clèves pendant cette période d'occupation.
Lors de la nuit de Cristal, du 9 au 10 novembre 1938, la synagogue fut incendiée. Le martyre de la communauté juive de Clèves est commémoré par une délimitation précise de l'ancien emplacement de cette synagogue. Des 200 juifs allemands que comptait la ville en 1933, 50 furent exécutés par les nazis.

### Seconde Guerre mondiale
Le 7 octobre 1944 marqua pour Clèves la première catastrophe venue du ciel. Depuis le début du conflit, la ville et ses faubourgs avaient plus d'une fois été frappés par des bombardements isolés ou groupés, mais le 7 octobre 1944 et le 7 février 1945, elle fut, avec la ville voisine d'Emmerich, la cible désignée des Alliés. Vers 13h40 le 7 octobre, 335 bombardiers britanniques larguèrent 1728 tonnes de bombes stratégiques et 9 t de bombes incendiaires sur le centre urbain. Outre le centre-ville, tout le quartier compris entre Lindenallee, Römerstraße, Gruftstraße, Tiergartenstraße et Kermisdahl fut détruit. 
L'attaque nocturne du 7 février 1945 dévasta l’Oberstadt, jusque-là demeurée intacte : 285 bombardiers larguèrent 1 384 t de bombes stratégiques  et 12,3 t de bombes incendiaires. Les quartiers compris entre Lindenallee, Nassauerallee, Königsallee et Bresserbergstraße furent les plus touchés. Selon les statistiques militaires britanniques effectuées peu après cette attaque, le quartier de l'Oberstadt était un paysage lunaire. L’Altstadt, y compris le château de Schwanenburg et ses églises, était presque entièrement détruit. Au terme de ces deux bombardements, la ville, vieille de sept siècles, était détruite à 80 %, et déplorait entre 800 et 1 000 morts. La ville de Clèves fut la plus touchée de la région par les bombardements ; encore faut-il préciser que le ciel nuageux de début 1945 et les pluies soutenues empêchèrent les Alliés d'intensifier leur action. 
Le passage du Rhin par les Alliés rapprocha la ligne de front de Clèves. Les Alliés, partis de Nimègue, devaient prendre position à Wesel en débordant l'ennemi par Clèves, Goch et Geldern, pour installer une tête de pont au-delà du Rhin. La forêt voisine de Reichswald fut le théâtre de l’opération Veritable, au cours de laquelle plus de 10 000 soldats alliés et allemands laissèrent leur vie. Les victimes de ces combats reposent dans le cimetière militaire allemand de Donsbrüggen et dans le Reichswald Forest War Cemetery.
Après la guerre, le quartier de Reichswalde accueillit massivement les réfugiés allemands chassés des provinces prussiennes.

## Géographie

### Climat
| Mois                              | jan. | fév. | mars | avril | mai  | juin | jui. | août | sep. | oct. | nov. | déc. | année |
| --------------------------------- | ---- | ---- | ---- | ----- | ---- | ---- | ---- | ---- | ---- | ---- | ---- | ---- | ----- |
| Température minimale moyenne (°C) | 0,4  | 0,4  | 2,3  | 4,7   | 8,2  | 11   | 13,1 | 12,7 | 10,1 | 6,9  | 3,6  | 1,2  | 6,2   |
| Température moyenne (°C)          | 3,1  | 3,4  | 6,3  | 10    | 13,6 | 16,5 | 18,5 | 17,9 | 14,6 | 10,6 | 6,6  | 3,7  | 10,4  |
| Température maximale moyenne (°C) | 5,6  | 6,6  | 10,6 | 15,3  | 18,9 | 21,8 | 24,1 | 23,7 | 19,8 | 14,8 | 9,5  | 6    | 14,7  |
| Précipitations (mm)               | 70   | 64   | 56   | 44    | 62   | 70   | 82   | 82   | 68   | 71   | 71   | 80   | 820   |

## Politique locale
Les personnalités politiques de rayonnement fédéral sont les députés du Bundestag Barbara Hendricks (SPD) et Paul Friedhoff (FDP), ainsi que le député régional et secrétaire général Manfred Palmen (CDU).

### Conseil municipal
| CDU |  | 47 |  |

| SPD |  | 23.6 |  |

| GRÜNE |  | 12.3 |  |

| FDP |  | 10. |  |

| Offene Kleve |  | 4.3 |  |

| Linke |  | 2.7 |  |

Clèves, dont la population reste majoritairement catholique, a été administrée du milieu du XIXe siècle à 1933 par le Zentrumspartei catholique. Après 1945, le relai a été pris par le CDU, qui a toujours bénéficié d'une majorité absolue depuis. Lors des élections du 30 août 2009, les résultats ont été les suivants :
| Parti                  | Voix   | Nbre de sièges |
| ---------------------- | ------ | -------------- |
| CDU                    | 47,0 % | 23             |
| SPD                    | 23,6 % | 11             |
| Grüne                  | 12,3 % | 6              |
| FDP                    | 10,0 % | 5              |
| Offene Klever (OK)     | 4,3 %  | 2              |
| Die Linke              | 2,7 %  | 1              |
| Participation : 45,1 % |        |                |

### Maires
Theodor Brauer (de) (CDU), réélu en 2009 avec 54,2 % des suffrages, a été maire à partir de 2004. Son principal rival, Josef Gietemann (SPD), avait obtenu 24,66 % des voix.  Il ne s'est pas représenté aux élections municipales de 2015.
En 2015, Sonja Northing (sans affiliation politique) est devenue maire de Clèves, avec 64,5 % des voix. Sa candidature a été soutenue par le SPD et le FDP, et combattue par les candidats de la CDU et des Verts. Northing est la première maire de Clèves depuis la Première Guerre mondiale à ne pas être membre de la CDU. En 2020, Wolfgang Gebing (CDU) est élu maire.

### Villes jumelées
Clèves entretient des relations de jumelage avec :
- Renaix (Belgique)
- Fitchburg (Massachusetts) (États-Unis)
- Worcester (Royaume-Uni)

## Galerie

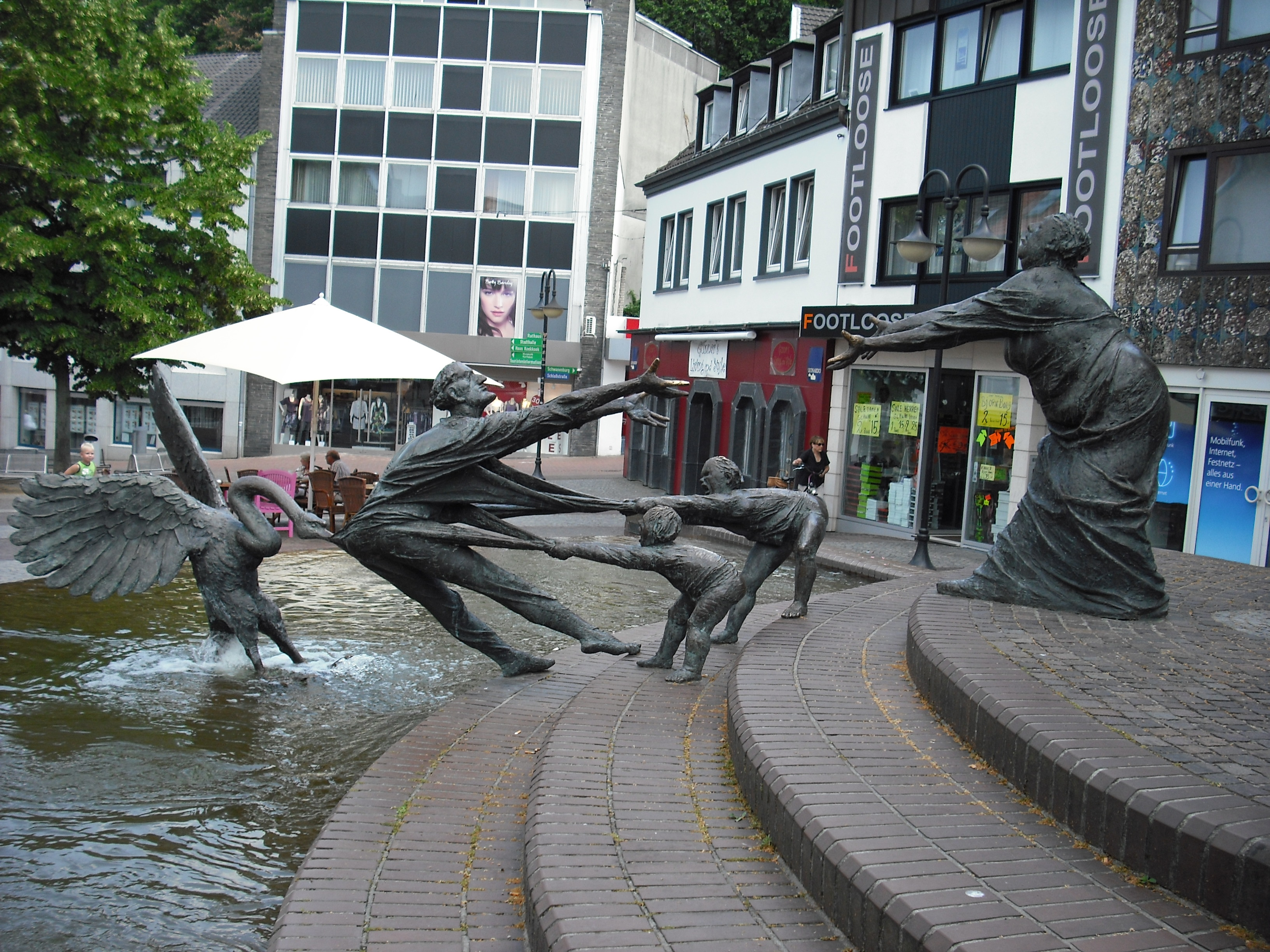
Fontaine du Chevalier au cygne (Schwanenritterbrunnen)
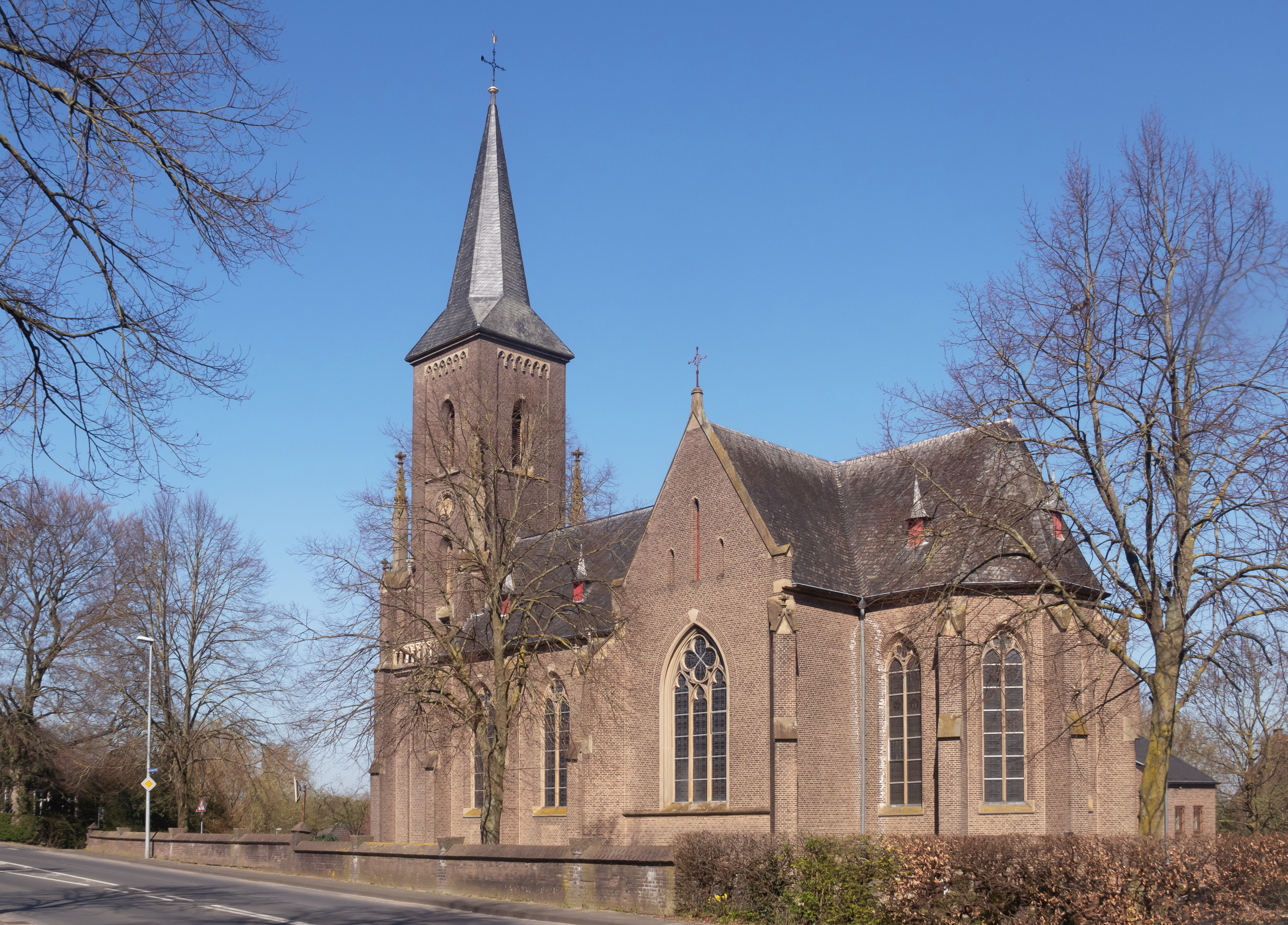
Donsbrüggen, église: katholische Filialkirche Sankt Lambertus
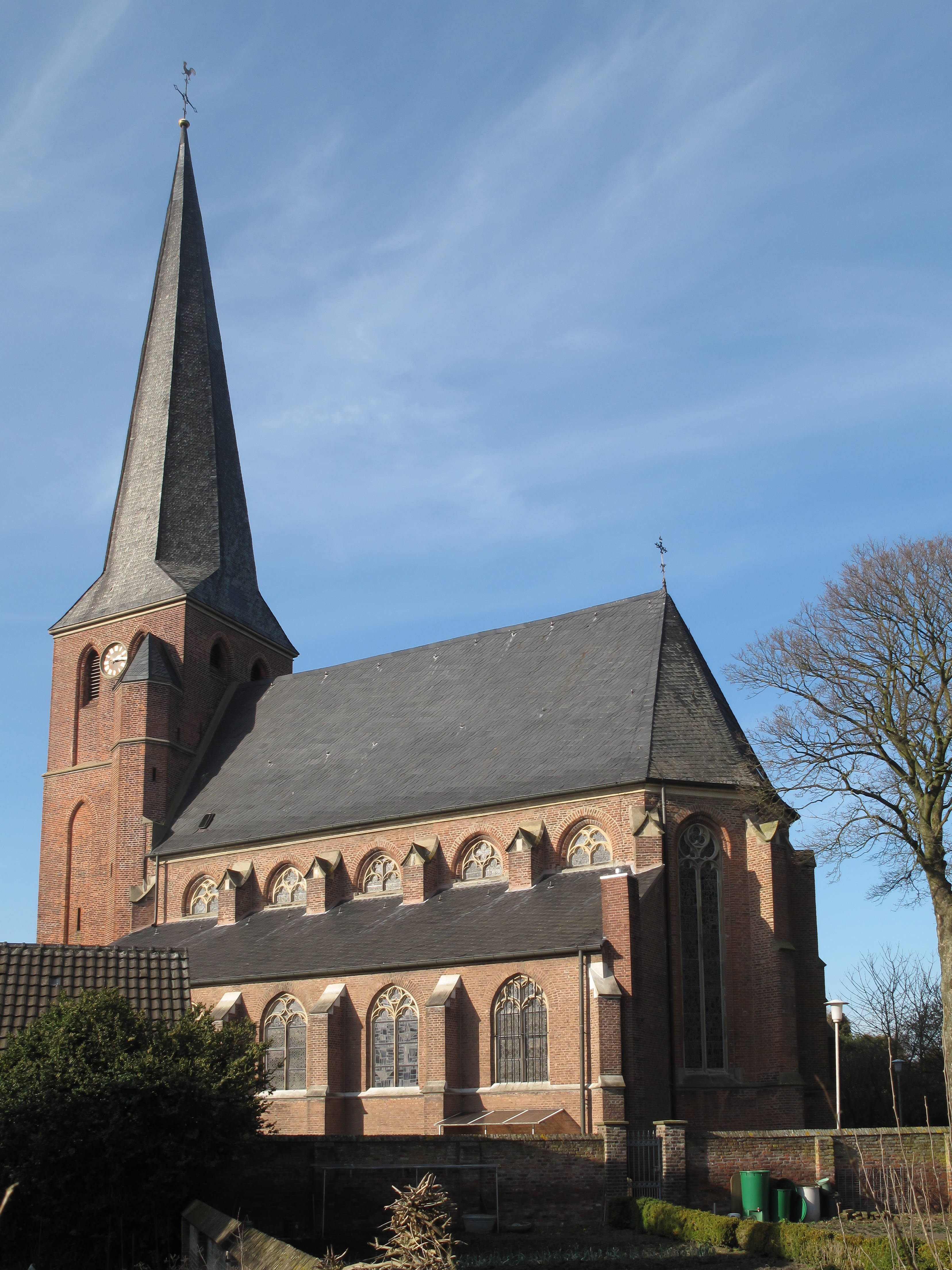
Griethausen, église: die Sankt Martinuskirche
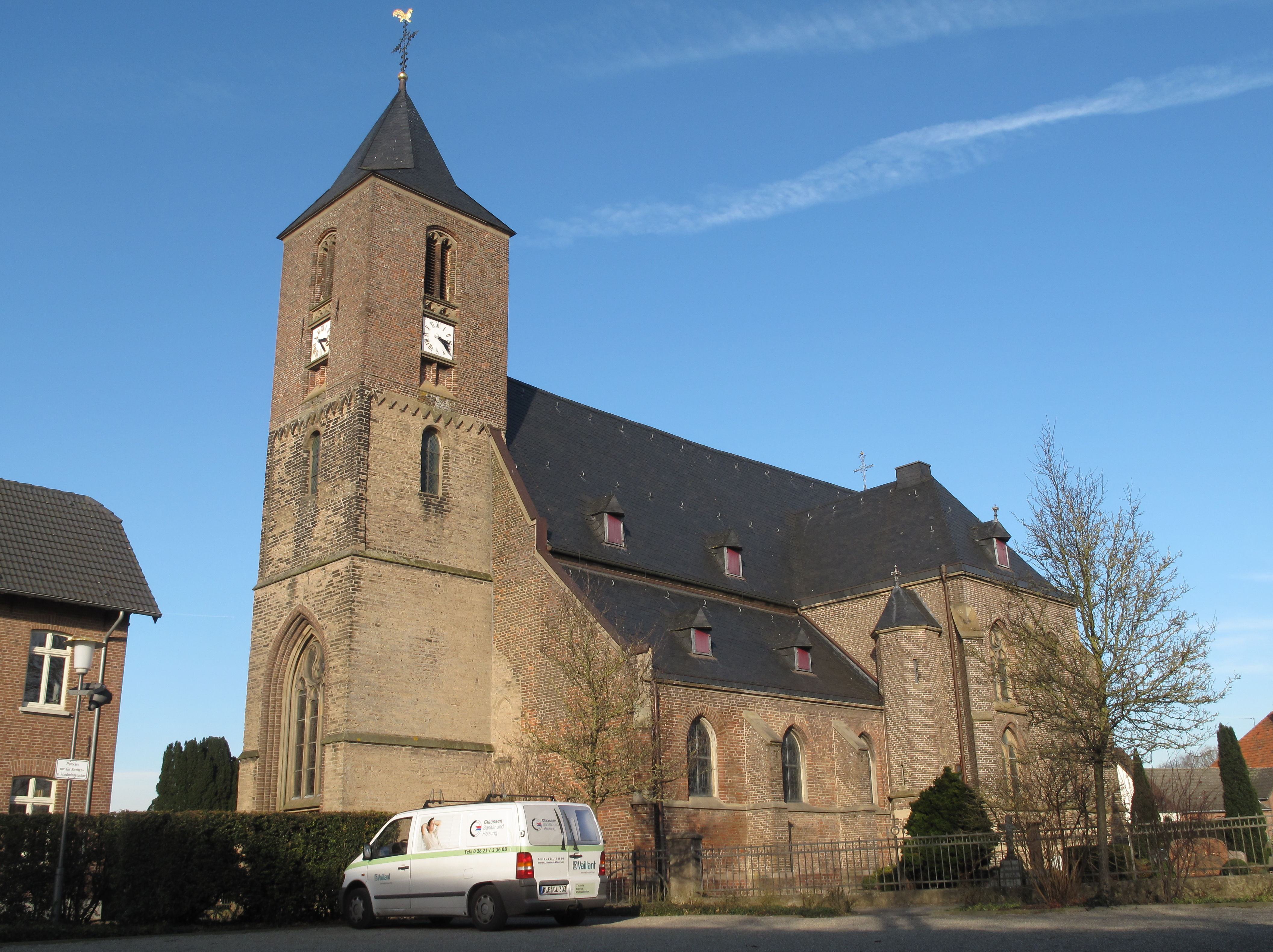
Keeken, église catholique
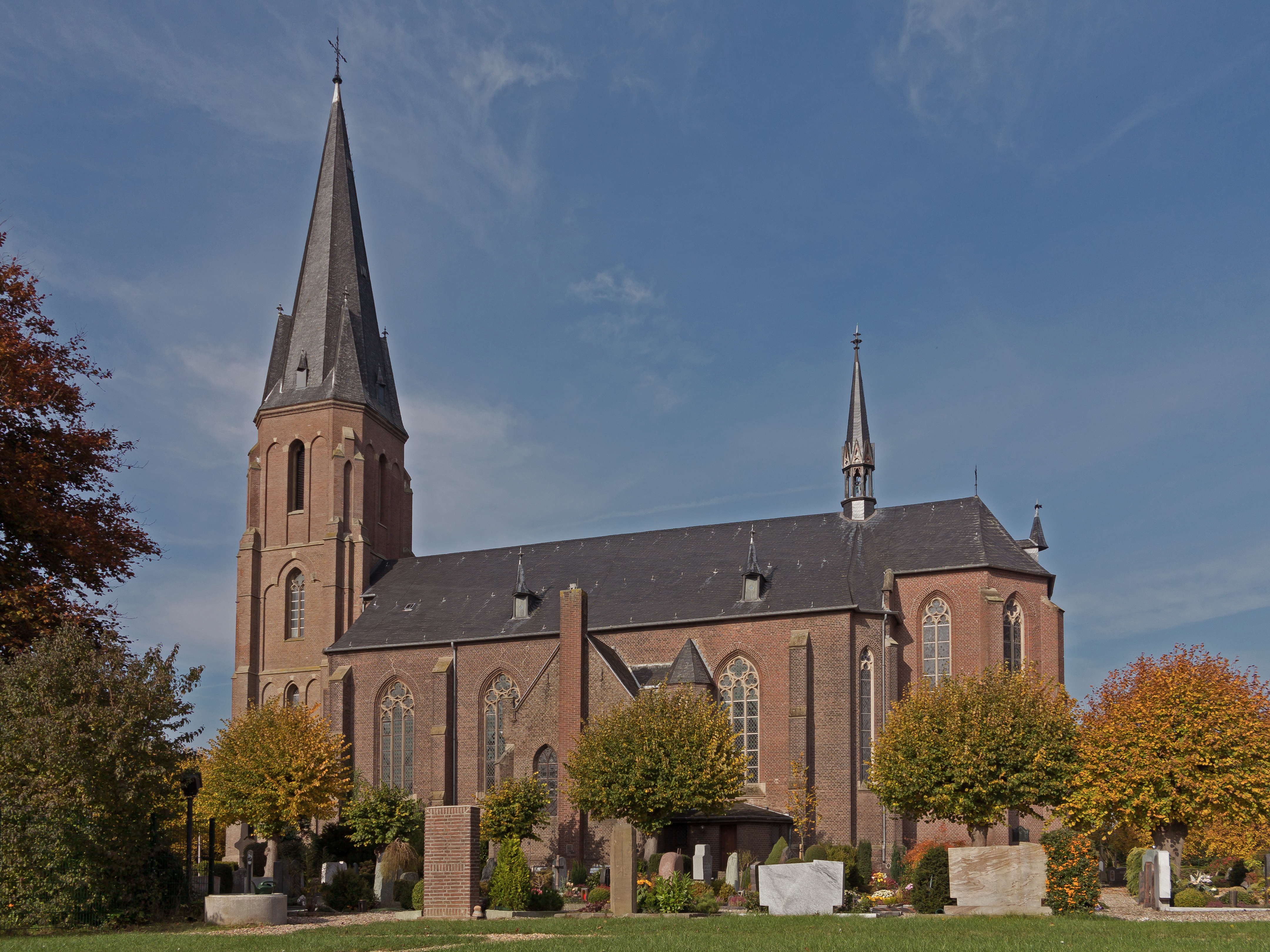
Rindern, église: die Sankt Willibrordkirche
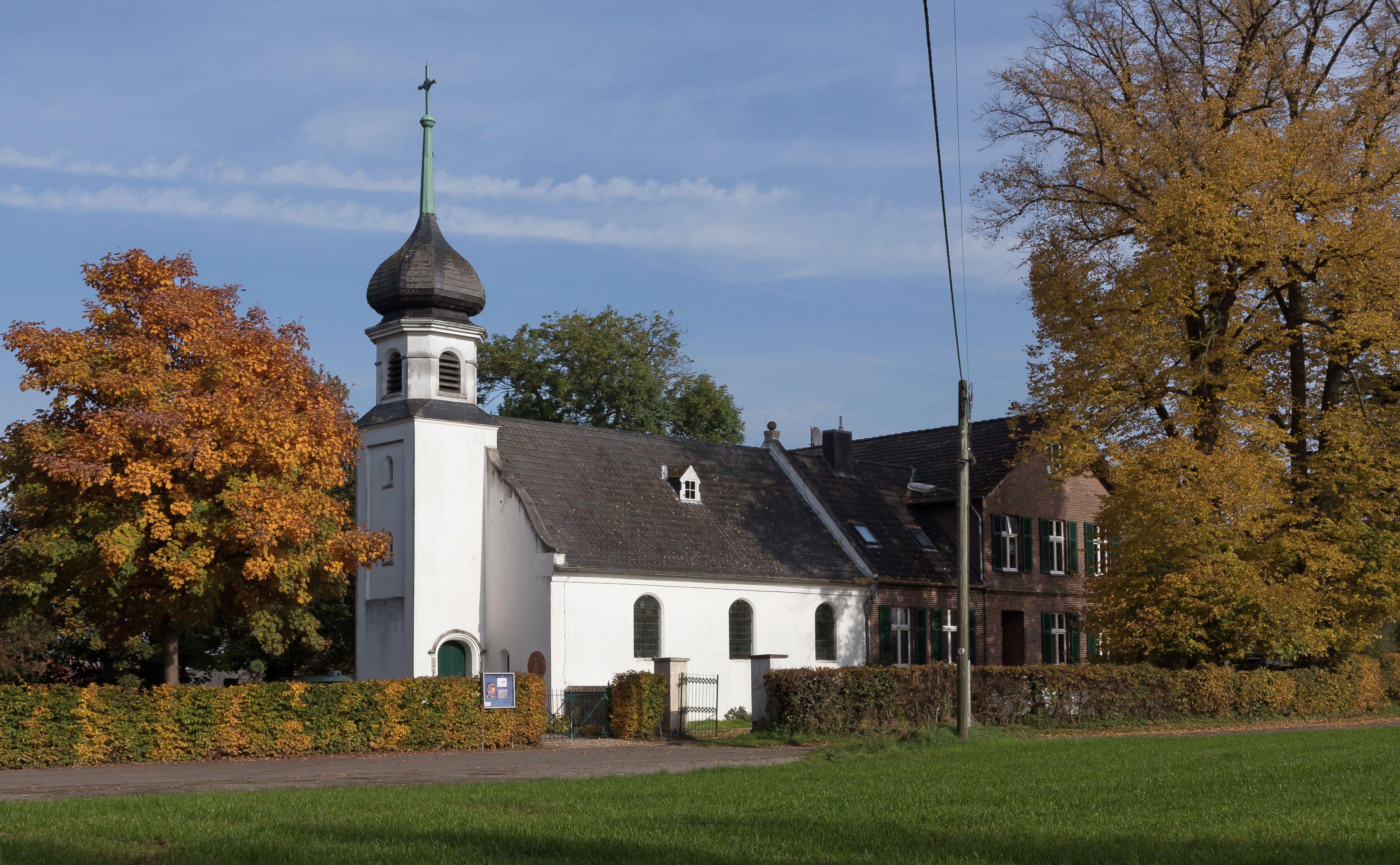
Keeken, l'église evangeliste

### Articles liés
- Duché de Clèves
- Grand-duché de Berg et de Clèves
- Duchés unis de Juliers-Clèves-Berg
- Anne de Clèves
- Joachim Murat
- Barend Cornelis Koekkoek
- La Princesse de Clèves
- Van Cleef
- Compagnie des Fous de Clèves
- Liste des établissements romains en Germanie inférieure